# Niclas Jonasson
Niclas Jonasson, född den 14 juni 1976 i Bengtsfors, är en svensk orienterare som blev världsmästare i stafett 2003 och i sprint 2004 samt europamästare i stafett 2006.